# Kabowo
Kabowo è un ward dello Zambia, parte della Provincia di Lusaka e del Distretto di Luangwa.